# Dusona nervellator
Dusona nervellator là một loài tò vò trong họ Ichneumonidae.